# ミッドシティ (ニューオーリンズ)
ミッドシティ (Mid-City)は、米国ルイジアナ州ニューオーリンズ市内の地域の名称である。ミシシッピ川とポンチャートレイン湖に挟まれたニューオーリンズ市において、両者の中間地点に位置することから「中間の都市」を意味するこの名前が付いた。
域内には、店舗、学校、協会、事務所、軽工業の工場などが点在する。近隣地域にはニューオーリンズ・ジャズ&ヘリテッジ・フェスティバルの会場となるフェアグラウンズ競馬場、シティー・パーク、市内の湿地帯として知られるバイユー・セント・ジョン、有名なライブハウスロックンボウルがある。また、2000年の国勢調査によると、ミッドシティ地域の人口は約20,000人、世帯数は5,830世帯であった。
域内を走る大きな通りとしては、カナル・ストリート、テュレーン・アベニューがある。2004年にカナル・ストリートに路面電車が開通したため、地域への交通の便が改善された。

## 境界線
地域の境界線は、大まかな方角で東側はオーリンズ・アベニュー、西側はポンチャートレイン・エクスプレスウェイ、南側はブロード・アベニュー、北側はシティー・パーク・アベニュー (通りを隔てた向かい側にはシティー・パークがある) である。

## ハリケーン・カトリーナの影響
ミッドシティは2005年8月のハリケーン・カトリーナの際、浸水により大きな被害を受けた。浸水の程度は、場所により数センチから2メートル以上と様々である。2007年1月の電力の契約状況を見ると、域内の人口の回復状況はハリケーン前と比較して約55%程度であると推測される。